# Усть-Лабинск
Усть-Лаби́нск — город на юге России, в Краснодарском крае. Административный центр Усть-Лабинского муниципального района. Образует муниципальное образование Усть-Лабинское городское поселение как единственный населённый пункт в его составе.

## География
Город расположен в центральной части Краснодарского края на правом (высоком) берегу реки Кубани, напротив места впадения в неё реки Лабы, в 62 км к востоку от  Краснодара.

## Этимология
Название станицы, а впоследствии и города, происходит от его географического положения, расположенного у слияния двух самых больших рек Краснодарского края: Кубани и её левого притока Лабы. Однако город расположен не в самом устье реки Лаба, а напротив него.
У аборигенного населения края адыгов местность и город носит название адыг. Лэбап, что в переводе также означает устье Лабы.

## История
В марте 1778 года в районе устья Лабы генерал-поручиком А. В. Суворовым было заложено Александровское укрепление (Александровский редут), входившее в Кубанскую линию. Эта небольшая крепость просуществовала всего 2 года и в 1779 году была срыта. В 1793 году было закончено сооружение земляной крепости под руководством генерала И. В. Гудовича, получившей название Усть-Лабинская.
Согласно высочайшему повелению от 28 февраля 1792 года на Кавказскую линию в 1794 году переселена тысяча семейств донских казаков, образовавших Кубанский казачий полк. Ими основаны шесть новых станиц при крепостях Усть-Лабинской, Кавказской, Прочноокопской; а также при Григориполисском укреплении, Темнолесском ретраншементе и Воровсколесском редуте. Станица входила в Екатеринодарский отдел Кубанской области.
В 1900 году станица была соединена железной дорогой с Екатеринодаром и Кавказской, появились железнодорожная станция и ссыпка (элеватор) при ней, почтово-телеграфная контора.
В 1924 году образован Усть-Лабинский район. 28 мая 1958 года станица получила статус города и название Усть-Лабинск.
С 2004 года город образует муниципальное образование Усть-Лабинское городское поселение как единственный населённый пункт в его составе. До апреля 2014 года в состав городского поселения входил хутор Октябрьский, переподчинённый в пользу Железного сельского поселения.

## Население
| 1816    | 1897    | 1926    | 1939    | 1959    | 1967    | 1970    | 1979    | 1989    | 1992    | 1996    | 1998    |
| ------- | ------- | ------- | ------- | ------- | ------- | ------- | ------- | ------- | ------- | ------- | ------- |
| 1731    | ↗5100   | ↗19 844 | ↘18 429 | ↗30 212 | ↗38 000 | ↘35 604 | ↗39 151 | ↗41 759 | ↗42 400 | ↗44 300 | ↘44 100 |
| 2000    | 2001    | 2002    | 2003    | 2005    | 2006    | 2007    | 2008    | 2009    | 2010    | 2011    | 2012    |
| ↘43 800 | ↘43 300 | ↗43 824 | ↘43 800 | ↘42 900 | ↘42 500 | ↘42 300 | ↘42 200 | ↘42 047 | ↗43 270 | ↗43 300 | ↘43 083 |
| 2013    | 2014    | 2015    | 2016    | 2017    | 2018    | 2019    | 2020    | 2021    | 2023    | 2025    |         |
| ↘42 842 | ↘42 355 | ↘42 062 | ↘41 729 | ↘41 348 | ↘40 687 | ↘40 180 | ↘39 456 | ↗40 158 | ↘39 050 | ↘38 572 |         |

На 1 января 2025 года по численности населения город находился на 389-м месте из 1124 городов Российской Федерации.
Национальный состав
По данным Всероссийской переписи населения 2010 года:
| Народ                     | Численность, чел. | Доля от всего населения, % |
| ------------------------- | ----------------- | -------------------------- |
| русские                   | 39 774            | 91,92 %                    |
| армяне                    | 1 408             | 3,25 %                     |
| украинцы                  | 568               | 1,31 %                     |
| другие                    | 1 325             | 3,07 %                     |
| не указана национальность | 195               | 0,45 %                     |
| Всего                     | 43 270            | 100,0 %                    |

По итогам переписи населения 2020 года проживали следующие национальности (национальности менее 0,1 % и другое см. в сноске к строке «Другие»):
| Национальность | Численность, чел. | Доля     |
| -------------- | ----------------- | -------- |
| Русские        | 37 466            | 93,30 %  |
| Армяне         | 855               | 2,13 %   |
| Украинцы       | 155               | 0,39 %   |
| Цыгане         | 63                | 0,16 %   |
| Корейцы        | 62                | 0,15 %   |
| Азербайджанцы  | 58                | 0,14 %   |
| Татары         | 46                | 0,11 %   |
| Немцы          | 44                | 0,11 %   |
| Другие         | 1409              | 3,51 %   |
| Итого          | 40 158            | 100,00 % |

## Экономика
В городе находятся: эфиромаслоэкстракционный комбинат «Флорентина», сахарный завод «Свобода», завод по производству газобетона «Главстрой — Усть-Лабинск», завод ЖБИ, мясокомбинат, птицефабрика АО «Агрокомплекс», предприятия цветоводства и семеноводства. В городе располагается штаб-квартира агрохолдинга «Кубань».
Железнодорожная станция Усть-Лабинская. Имеют остановку пригородные поезда и поезда дальнего следования. Узел автомобильных дорог на Краснодар, Кропоткин, Майкоп и Кореновск.

## Культура и достопримечательности

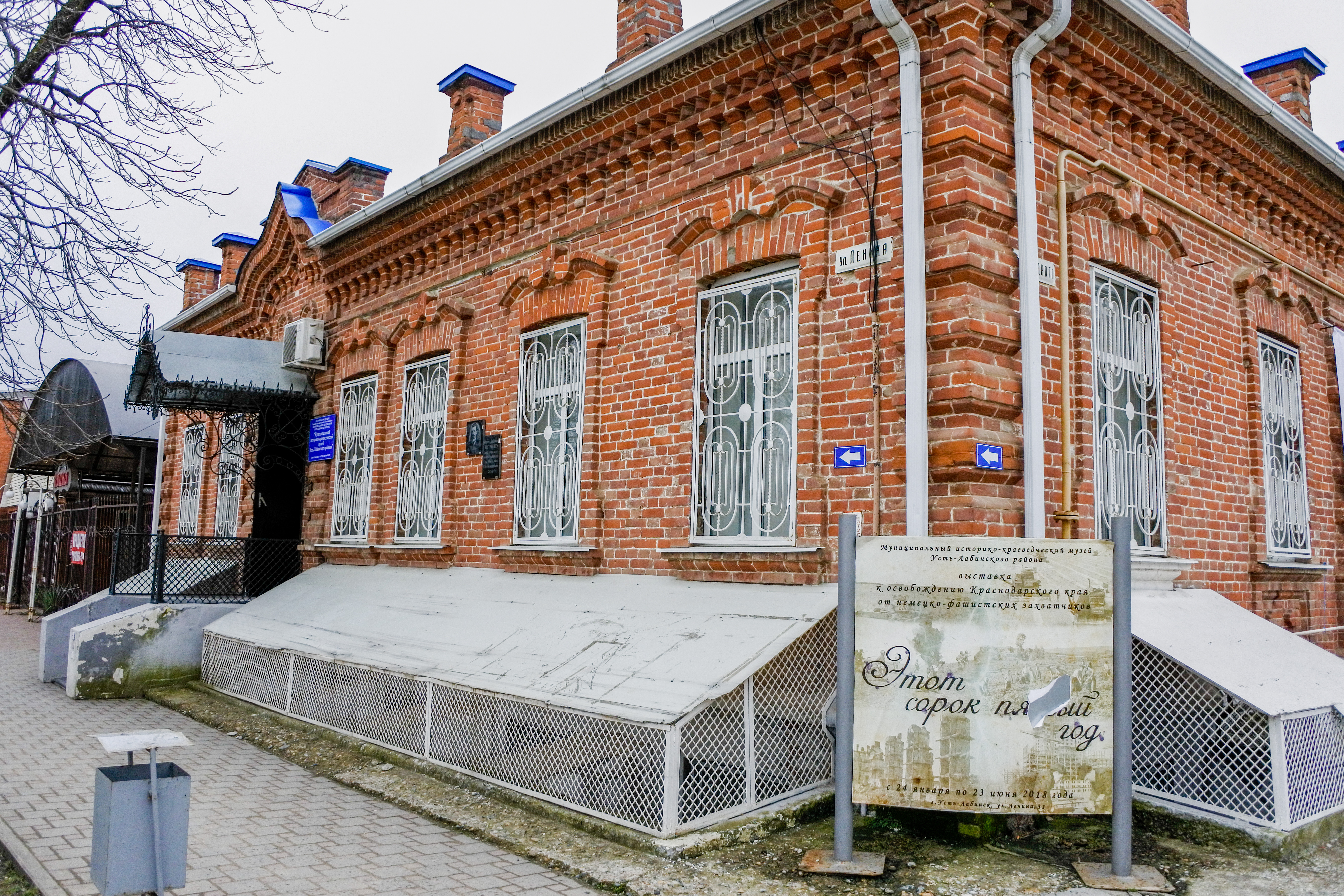
Частное домовладение семьи Безродных, конец XIX века

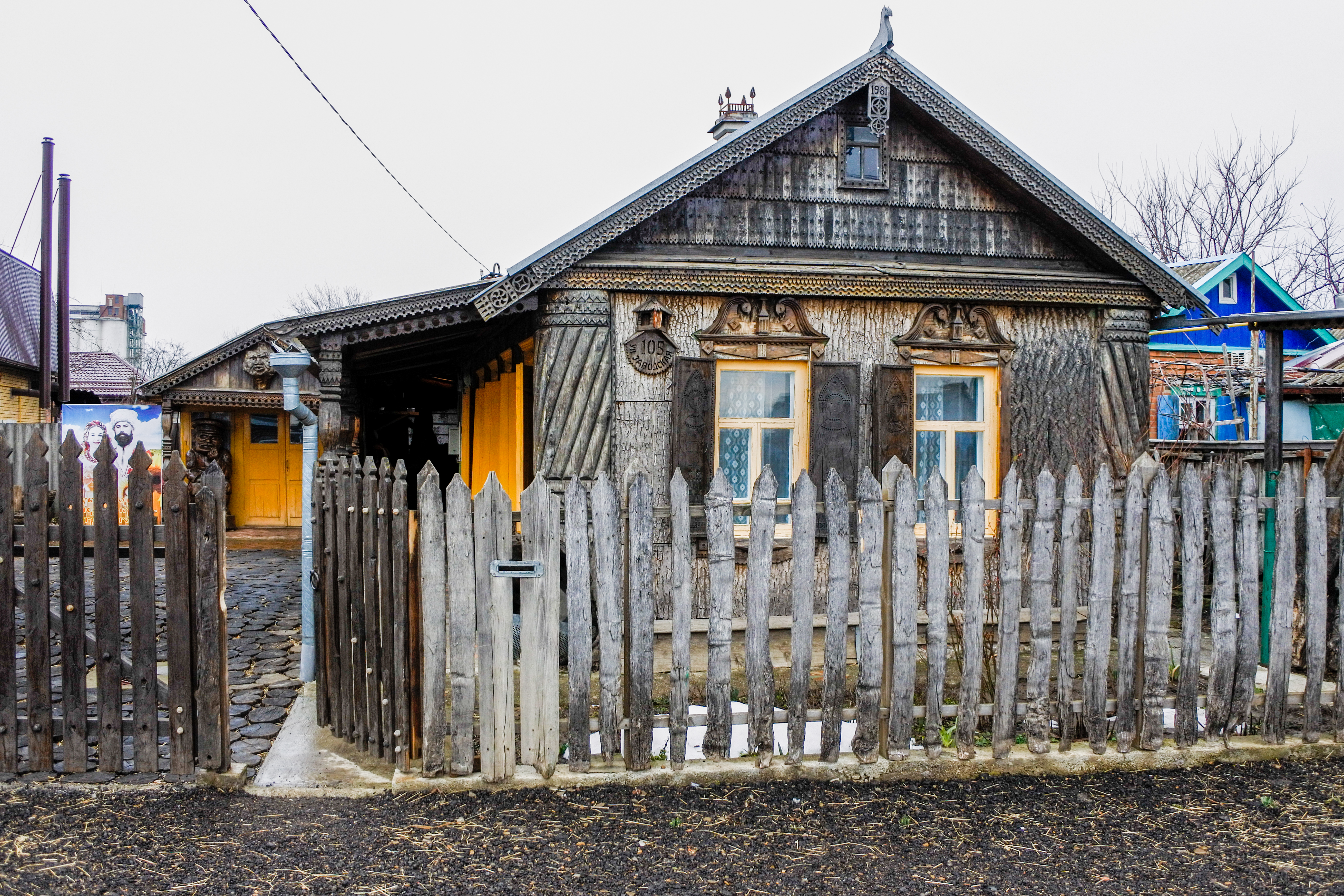
Подворье Ивана Андреевича Дончакова

На территории города открыты хорошо сохранившиеся земляные укрепления Усть-Лабинской крепости (конец XVIII века), ряд зданий постройки начала XX века в центре города.
На территории крепости установлен памятник на могиле пионера-героя Муси Пинкензона. Во время Великой Отечественной войны в 1942 году при расстреле евреев немцами этот мальчик на скрипке стал играть «Интернационал». Также в городе расположен Памятник детям — узникам концлагерей.
В окрестностях города находятся известные в археологии группы курганов.
В 2018 году основатель Alibaba Джек Ма посетил родной город Олега Дерипаски в знак поддержи строительства приютов для собак, которыми занимается фонд российского бизнесмена.
С 2021 года в Усть-Лабинске ежегодно проводится крупнейший на территории СНГ фестиваль казачьей культуры Александровская Крепость. Фестиваль организуется при поддержке фонда Олега Дерипаски Вольное Дело. 

## Инфраструктура
- Центральная районная больница
- Районная поликлиника
- 7 общеобразовательных учреждений
- 1 школа-интернат для сирот
- 7 дошкольных учреждений

Учреждения системы высшего и средне-специального образования представлены в районе Усть-Лабинским социально-педагогическим колледжем и филиалом Армавирского лингвистического социального института, который занимается переподготовкой кадров. В Усть-Лабинске действуют 7 учреждений культуры, 1 детская школа искусств и 1 детская художественная школа, 1 музыкальная школа, городская библиотека, историко-краеведческий музей.
В апреле 2022 при поддержке фонда Олега Дерипаска «Вольное дело» открылся Первый университетский лицей имени Н. И. Лобачевского, в нём школьники со всей страны будут изучать естественные и точные науки. Его директором является Галина Золина.
В городе расположен открытый картодром, внедорожные виды спорта представленные клубом «Сармат 4х4».

## Религия
В Усть-Лабинске действует православный храм, церковь Адвентистов седьмого дня, два дома молитвы евангельских христиан-баптистов.

## Архитектура
Застройка большей части города — одноэтажные частные дома.
Исторически город делится на две части: «низ» — ранее казачья станица, и «верх» («форштадт») —бывшая слобода Усть-Лабинская, была населена иногородними. Также имеется микрорайон «хрущёвок» — Черёмушки. Район новой одноэтажной застройки (с конца 1970-x годов) в восточной части города — «Вольная» (по названию улицы), «Поле чудес» — район выделенный под частную жилую застройку на северо-востоке города, «Виноградники» — район частной жилой застройки на территории бывших виноградников. «Шанхай» — район, расположенный за переездом, между молокозаводом и элеватором. «Сахарный поселок» — район города, расположенный за центральным переездом, вблизи сахарного завода «Свобода», в промзоне.

## Люди, связанные с городом
- Архипенко, Георгий Григорьевич (1913—1989) — танкист, полный кавалер ордена Славы. Жил в Усть-Лабинске.
- Весельев, Анатолий Павлович (1929—2023) — руководящий работник в области строительства предприятий нефтяной и газовой промышленности, уроженец Усть-Лабинска.
- Власов, Антон Васильевич (род. 1989) — футболист, уроженец Усть-Лабинска.
- Гераськин, Александр Иванович (1913—1962) — Герой Советского Союза, уроженец Усть-Лабинска.
- Дерипаска, Олег Владимирович (род. 1968) — предприниматель, миллиардер, в 1979—1985 годах жил в Усть-Лабинске.
- Иващенко, Иван Тимофеевич (1905—1950) — лётчик-испытатель, Герой Советского Союза, уроженец Усть-Лабинска.
- Кадушкин, Пётр Алексеевич (1893—1947) — казачий офицер, участник Первой мировой, Гражданской и Второй мировой войн, Георгиевский кавалер, коллаборационист. Родился в Усть-Лабинске.
- Картавый, Пётр Андреевич (род. 1966) — музыкальный продюсер и аранжировщик. Родился в Усть-Лабинске.
- Клепиков, Михаил Иванович (1927—1999) — дважды Герой Социалистического Труда, жил в Усть-Лабинске.
- Кондрацкий, Борис Леонтьевич (1887—1947) — советский учёный в области артиллерии и пиротехники, член-корреспондент Академии артиллерийских наук. Родился в Усть-Лабинске.
- Кузьминский, Павел Дмитриевич (1840—1900) — инженер, изобретатель газовой турбины. Родился в Усть-Лабинске.
- Ланин, Олег Олегович (род. 1996) — футболист, родился в Усть-Лабинске.
- Литягин, Михаил Фёдорович (1924—1995) — полный кавалер ордена Славы, родился в Усть-Лабинске.
- Лютый, Василий Фёдорович (1918—1990) — инженер, конструктор и испытатель стрелкового оружия, участник создания автомата Калашникова и зенитно-ракетного комплекса «Стрела». Родился в Усть-Лабинске.
- Малахов, Виталий Павлович (1940—2017) — тракторист, полный кавалер ордена Трудовой Славы (1983). Родился в Усть-Лабинске.
- Панатов, Геннадий Сергеевич (род. 1940) — авиаконструктор, доктор технических наук (1993). Родился в Усть-Лабинске.
- Пинкензон, Абрам Владимирович (1930—1942) — пионер-герой, расстрелянный фашистами в Усть-Лабинске.
- Попов, Николай Сергеевич (1931—2008) — инженер-конструктор, создатель танка Т-80, Герой Социалистического Труда. Родился в Усть-Лабинске.
- Серпуховитина, Ксения Алексеевна (1931—2014) — учёный-агроном, заслуженный деятель науки России (1997). Родилась в Усть-Лабинске.
- Щегловский, Владимир Стефанович (1940—2020) — футболист, уроженец Усть-Лабинска.